# معركة الزاوية الثانية
معركة الزاوية الثانية هي معركة في الحرب الأهلية الليبية بين الثوار المناهضين للقذافي والقوات الموالية لمعمر القذافي للسيطرة على مدينة الزاوية إقليم طرابلس.

## خلفية
خرجت الزاوية ضد القذافي في 24 فبراير، وشكلت عقبة إستراتيجية مهمة للموالين. وبُذلت جهود قوية من أجل استعادة المدينة، وبعد أن تحملت أسبوعين إلى ثلاثة أسابيع من الاعتداء من قبل لواءين آليين (خميس وهوسبان)، سقطت المدينة في 10 آذا وقد سمح هذا الانتصار للقوات الموالية بإعادة احتلال مدن أخرى يسيطر عليها الثوارعلى الساحل الغربي لطرابلس، بما في ذلك زوارة.
حاولت قوات الثوار استعادة المدينة في منتصف يونيو، لكن باءت هذه المحاولة بالفشل.
كانت السيطرة على الزاوية أولوية للقوات الموالية للقذافي، حيث تقع المدينة على طريق الإمداد الساحلي وهي مدينة سيطرة حيوية على الطريق من طرابلس إلى تونس. كما أنها موطن لمصفاة نفط مهمة، وهي الوحيدة في أيدي الموالين قبل المعركة.

## المعركة
ذكرت وكالة أسوشيتد برس أن من بين قوات الثوار التي تتقدم في المدينة، كانت إحدى الوحدات القيادية ثوار من الزاوية الذين فروا إلى الجبال. تقدم الجزء الأكبر من قوة المعارضة إلى جسر في الضواحي الجنوبية الغربية قبل أن تتعرض لنيران المدفعية الموالية. اجتازت مجموعة من الثوار خطوط دفاعية موالية في القطاع الغربي من البلدة، وتغلبت عليها، ودفعت إلى وسط المدينة. في الوقت نفسه، عند دخول الثوار إلى شوارع المدينة، هتف لهم بعض السكان الذين خرجوا من منازلهم لتحيتهم، وهم يهتفون «الله أكبر». انضم البعض إلى الثوار كمقاتلين. وأكد متحدث باسم الثوار أن مناطق سيطرة القوات الموالية للقذافي تم تقليصها إلى موضعين، وأن الثوار في الجبال يمكنهم إرسال الإمدادات والتعزيزات إلى الزاوية في أي وقت منذ فتح الطريق. وبعد وصول الثوار إلى الساحة الرئيسية، تعرضت القوات الموالية من الجزء الشرقي من الزاوية لهجوم مضاد بوابل من الأسلحة الثقيلة
نفذ الناتو غارات جوية دعمًا لقوات الثوار. وأصابت إحدى الضربات دبابة للثوار بنيران صديق مما أسفر عن مقتل أربعة.
بحلول المساء، ذكرت الحكومة الليبية أن مجموعة من الثوار دخلت المدينة في مهمة انتحارية لكنها فشلت في السيطرة على البلدة، وأن الزاوية كانت تحت سيطرة الحكومة بالكامل. وذكر أحد قادة الثوار أن قوات المعارضة تقع على بعد كيلومتر واحد جنوب وسط المدينة، على الجانب الغربي من الطريق الرئيسي، بينما كانت القوات الموالية على الجانب الشرقي. وذكر مراسل لرويترز أنه يمكن سماع طلقات نارية في ضواحي المدينة.
كانت التقارير متناقضة بشأن الوضع في المدينة. حيث ذكر مراسل لرويترز أن الثوار سيطروا على وسط المدينة دون أي علامات على استمرار القتال العنيف، على الرغم من أنه يمكن سماع إطلاق نار عرضي. بينما ذكر مراسل الجزيرة أنه لا يزال هناك قتال مستمر داخل المدينة، ولم يتم السيطرة على وسط المدينة بعد.
وزعمت قوات المعارضة أنها تسيطر على 70 في المائة من الزاوية، لكن القناصين الموالين والخلايا النائمة ظلت في المدينة، ولم يتمكن الثوار بعد من تطهيرهم. وبحسب ما ورد تراجع معظم القوات الموالية للقذافي شرقًا نحو طرابلس، على الرغم من أنه لم يتضح على الفور ما إذا كان هذا انسحاباً استراتيجياً أم لا. كما خشي الثوار من هجوم مضاد موالي محتمل في المستقبل القريب. استولت قوات الثوار على العديد من الأسلحة المتروكة، بما في ذلك الذخيرة والمدافع المضادة للطائرات والمدفعية المضادة للدبابات.
في 14 أغسطس، في فترة ما بعد الظهر، قال مراسل الجزيرة إن القتال لا يزال مستمراً وأن الثوار لم يأخذوا وسط المدينة. وصرح أحد قادة الثوار لوكالة فرانس برس بأنهم سيطروا على البوابة الغربية والجنوبية للزاوية بينما كانت القوات الحكومية تسيطر على شرق ووسط البلدة. وذكر أنهم تمكنوا من التقدم 3 كم داخل المدينة ولكن كانوا يعانون من إصابات عالية بسبب نيران القناصة، دون إعطاء رقم. في الساعة 16:15، قال مراسل ميداني لقناة الجزيرة أن الثوار سيطروا على طريق سريع رئيسي يمر عبر الزاوية، وهو الطريق الذي يربط تونس بطرابلس. واندلع قتال مستمر في منطقة سرنام الجنوبية حيث كانت القوات الموالية تقصف الثوار بالمدفعية من داخل المدينة. وقال متحدث باسم حلف شمال الأطلسي: «لا يوجد شيء مؤكد حتى الآن ولا يوجد تأكيد بشأن من يسيطر على الزاوية لأن الوضع يتغير كل يوم».
في 15 أغسطس، قامت القوات الموالية بطرد الثوار من وسط المدينة في محاولة مركزة لمنع تقدمهم. قُتل 15 شخصًا في قصف مدفعي، بينهم امرأة وطفل. وبحلول المساء، زعم الثوار أنهم يسيطرون على 80 في المائة من الزاوية. اعتقلوا 15 شخصًا قالوا إنهم مرتزقة أفارقة وجنود الجيش الليبي، على الرغم من أن أحد المرتزقة المزعومون على الأقل زعم أنه كان ضيفًا نيجيريًا بريئًا. وقال بعض المقاتلين أن تطهير جميع القناصين من المباني العالية داخل المدينة سيستغرق بعض الوقت. استمر بعض القصف، على الرغم من أن الثوار قالوا إن القتال يقترب من منشأة النفط التي يسيطر عليها الموالون. وقال مصدر وُصِفَ بأنه «مصدر أثبت أنه موثوق في الماضي» لـ سي إن إن: إن القوات الموالية للقذافي في جنزور، إحدى ضواحي طرابلس شرقي الزاوية مباشرة، تقوم بقصف المدينة بصواريخ غراد، مما أدى إلى مقتل اثنين، إلا أن ضربات الناتو الجوية أصابت المدفعية.
في 16 أغسطس، قال متحدث باسم الناتو إن الثوار سيطروا على وسط المدينة، ولكن كانت هناك «تقارير عن قتال أيضا في الضواحي». ذكرت الجزيرة أن مركز مدينة الزاوية تم الاستيلاء عليه في اليوم السابق. ولا يزال الموالون يحتجزون المصفاة. قال الأطباء الذين فروا من مستشفى في الزاوية الشرقية التي تحتجزها قوات القذافي إن المستشفى يستخدم لأغراض عسكرية، حيث تمركز القناصة على السطح وأقيمت المدفعية المضادة للطائرات خارج المدخل مباشرة. وقالوا إن الأطباء والممرضات احتجزوا كرهائن وأجبروا على العمل بشكل مستمر على الجنود الموالين المصابين منذ بداية المعركة.
في 17 آب / أغسطس، قوات المتمردين حاولوا السيطرة على مصفاة النفط من قوات القذافي. زعموا أن أغلقت جميع خطوط أنابيب النفط إلى العاصمة. خلال معركة مصفاة مجمع على الأقل 100 أنصار القذافي، معظمهم من المرتزقة التشادية وفقا الثوار تركت الدفاع عن المصفى بعد أن رفض الاستسلام على الرغم من كونها المحاصرة. على الأقل 200 المقاتلين المتمردين الذين شاركوا في الهجوم على مصفاة النفط. الثوار تمكنوا من الاستيلاء على مصفاة مدخل منطقة البوابة، ولكن لم تكن قادرة على اتخاذ مصفاة حتى الآن بسبب كثافة إطلاق النار من قبل قناص من القوات النظامية في مصفاة. كانت الجزيرة قد أكدت أيضا من قائد الثوار أن وسط المدينة لا تزال تحت الموالين السيطرة دحض حلف شمال الأطلسي في وقت سابق يدعي أن المعارضة اتخذت المركز. الرئيسية الموالين قناص القاعدة في الفندق في الساحة الرئيسية. مصفاة النفط، وفقا الثوار سقط في أيديهم في وقت ما في الليل على الرغم من صغر جيوب المقاومة من القناصة بقي داخل المجمع.
وفي 17 آب/أغسطس، حاولت قوات الثوار السيطرة على مصفاة النفط من قوات القذافي. وادعى هؤلاء أنهم قاموا بإغلاق جميع خطوط أنابيب النفط إلى العاصمة. وخلال المعركة التي دارت حول مجمع المصفاة، ترك 100 على الأقل من الموالين للقذافي، معظمهم من المرتزقة التشاديين، يدافعون عن المصفاة بعد رفضهم الاستسلام رغم محاصرتهم. وكان ما لا يقل عن 200 مقاتل متمرد متورطين في الهجوم على مصفاة النفط. تمكن الثوار من الاستيلاء على منطقة بوابة دخول المصفاة، ولكنهم لم يتمكنوا من الاستيلاء على المصفاة بسبب نيران القناصة المكثفة من القوات الموالية داخل المصفاة. كما أكدت الجزيرة من أحد قادة الثوار أن وسط المدينة ما زال تحت سيطرة الموالين لها، مؤكدة بذلك مزاعم سابقة لحلف شمال الأطلسي بأن المعارضة قد اتخذت المركز. كانت قاعدة القناص الرئيسية في الفندق في الميدان الرئيسي. وسقطت مصفاة النفط، حسب ما أفاد به الثوار، في أيديهم في وقت ما من الليل، رغم أن مجموعة صغيرة من القناصة ظلت داخل المجمع.
في 18 أغسطس، أكد مراسل لرويترز في الموقع، وكذلك بي بي سي وسكاي نيوز أن المصفاة نُقلت. وأعلن أن مصفاة الزاوية ستبدأ الإنتاج مرة أخرى في غضون أيام، وهذه المرة لقوات الثوار. كما قدم الثوار روايتهم لمعركة المصفاة، قائلين إنه بعد إجراء حراسة خلفية لمدة خمس ساعات، تراجع 100-150 جنديًا موالين عبر البحر باستخدام القوارب، استهدف واحد على الأقل من قبل طائرة حربية تابعة للناتو وبعد ذلك غرقت.
في 19 أغسطس، تمكن الثوار من الاستيلاء على ساحة الشهداء في وسط الزاوية، كما استولوا على المستشفى حيث تمركز عدد من القوات الموالية. ومع ذلك، سرعان ما شنت القوات الموالية للقذافي هجمة مضادة مكثفة بالصواريخ ومدافع الهاون والمدافع المضادة للطائرات.
بحلول 20 أغسطس، كان الثوار قد سيطروا بالكامل على المدينة بما في ذلك الأجزاء الشرقية، وهو ما أكد عليه الصحفيون الذين تم نقلهم إلى مواقع الموالين السابقة. قال الصحفيون إن القتال لا يزال مستمراً شرق المدينة رغم استمرار القصف الموالي للزاوية. ذكرت قناة الجزيرة أن القتال لا يزال مستمراً على الجسر الذي يبعد 27 كم شرق المدينة (الجسر الذي يبعد 27 كم اسمه على هذا النحو لأنه يبعد بالضبط 27 كم عن طرابلس).

## ضربات الناتو
وفقًا لمستجدات وسائل الإعلام العملياتية اليومية التابعة لحلف الناتو، فإن ضربات الحلف، خلال الهجوم، شملت:
| 13 أغسطس | 0                    | 1 خزانات | 0                       | 0                      |
| 14 أغسطس | 1 مدفع مضاد للطائرات | 0        | 0                       | 0                      |
| 15 أغسطس | 0                    | 3 خزانات | مركبة مدرعة واحدة تقنية | 0                      |
| 17 أغسطس | 0                    | 0        | 2 تقنيون                | 1 زورق عسكري           |
| 18 أغسطس | 0                    | 5 خزانات | 2 تقنيون                | 1 عقدة القيادة والتحكم |
| 19 أغسطس | 0                    | 0        | 0                       | 1 قطعة مدفعية          |
| مجموع    | 1                    | 9        | 6                       | 3                      |